# Santa María (Kinchil)
Santa María es una población del estado de Yucatán, México, localizada en el municipio de Kinchil, ubicada en la parte nor-oeste de dicho estado peninsular. 

## Demografía
Según el censo de 2005 realizado por el INEGI, la población de la localidad era de 0 habitantes.
| 0                           | 0 | 0 | 0 |
| (Fuente: INEGI [Consultar]) |   |   |   |

## Galería

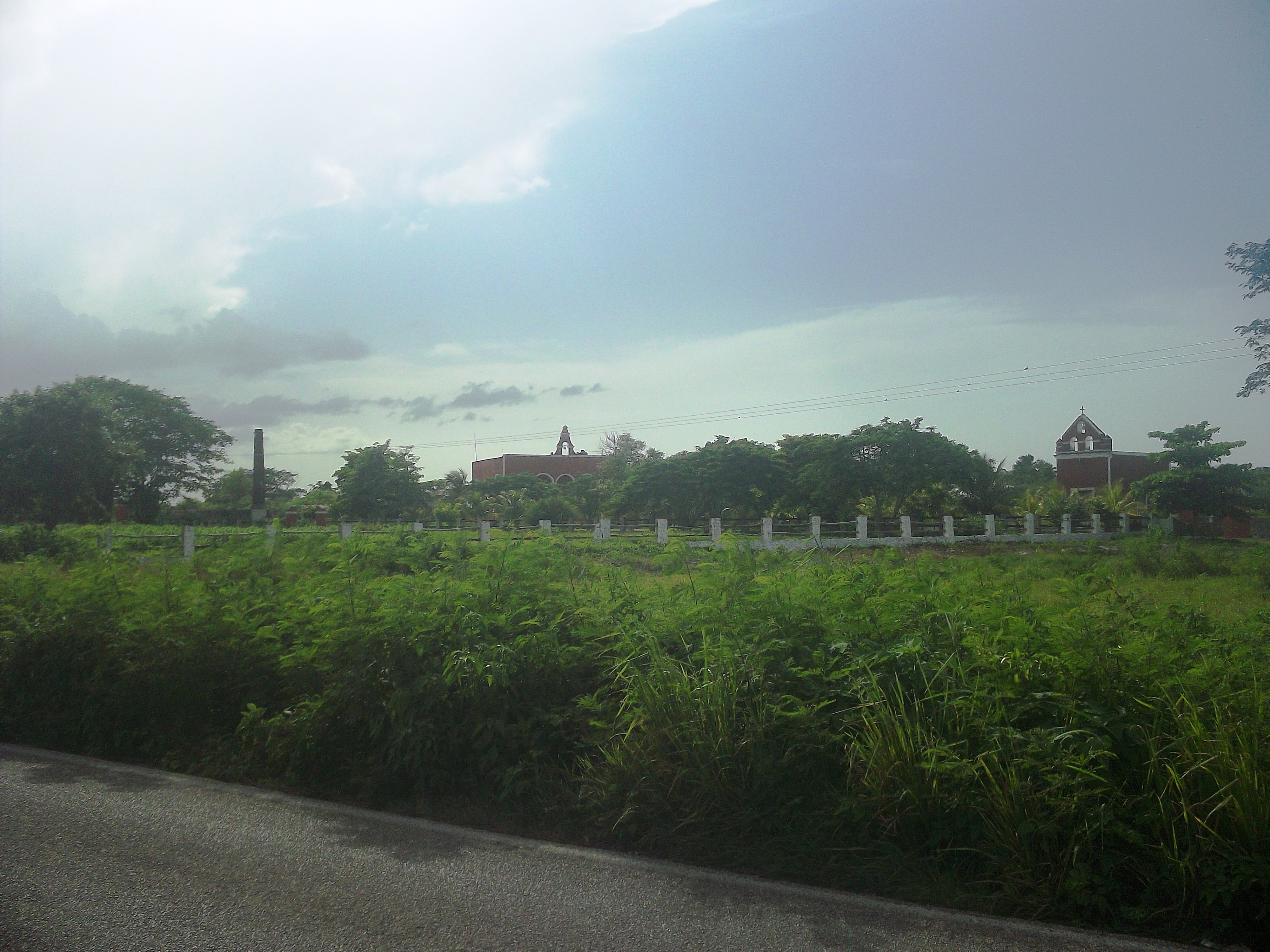
Hacienda de Santa María.
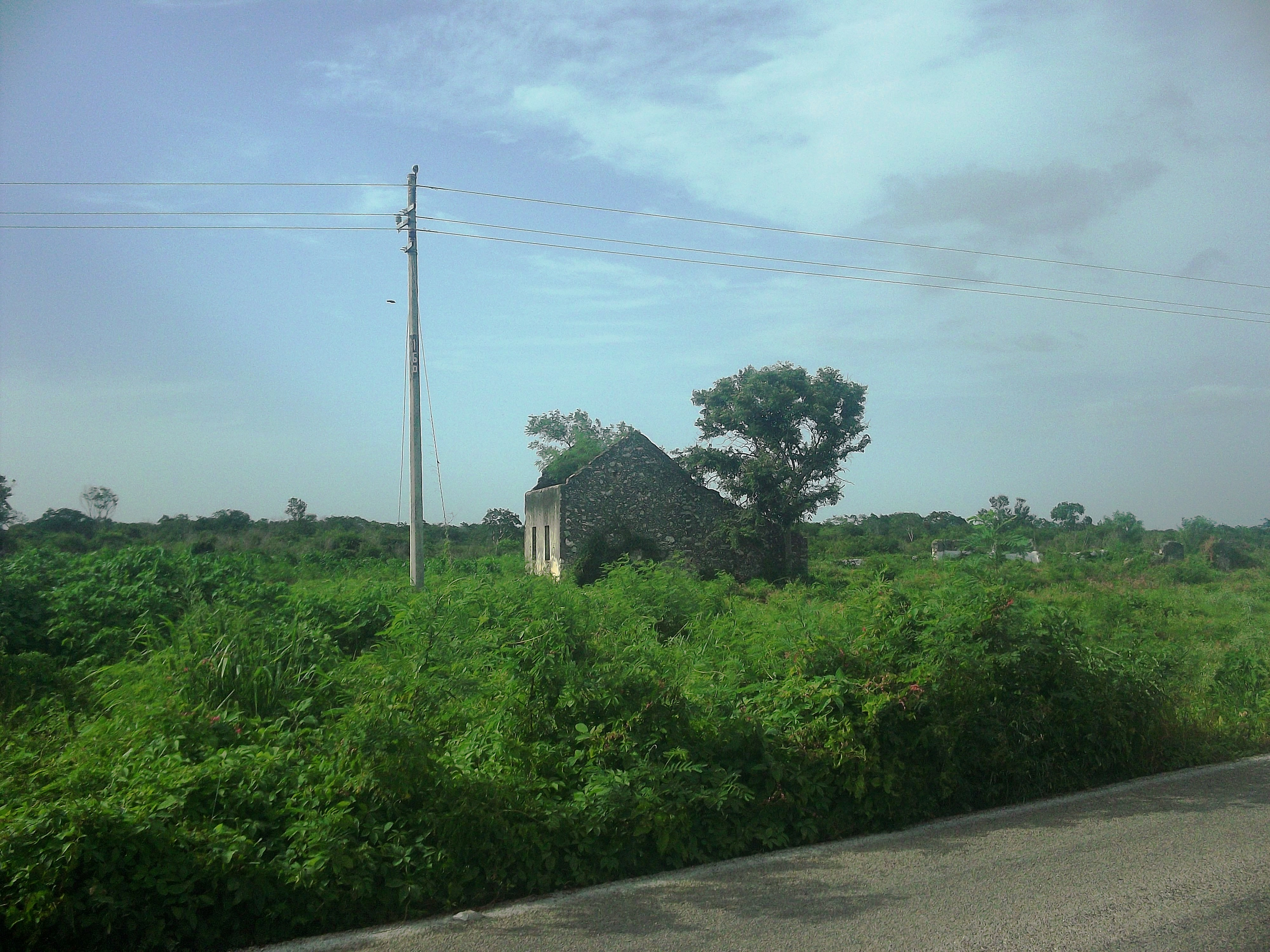
Hacienda de Santa María.